# Atok (Camerún)
Atok es una comuna camerunesa perteneciente al departamento de Haut-Nyong de la región del Este. Como arrondissement recibe el nombre de Bibend o Bebend.
En 2005 la comuna tenía una población total de 9335 habitantes.
Se ubica sobre la carretera N10, a medio camino entre Bertoua y Yaundé.

## Localidades
Comprende, además de Atok, las siguientes localidades:
- Akok Maka
- Akok Yebekolo
- Ba'a
- Bende
- Bidjigué I
- Bidjigué II
- Bigoens
- Djoum
- Ebodenkou
- Kodja Ns
- Landa
- Makogou
- Makok
- Mayos
- Mbama
- Mikouague
- Ndankuimb
- Ndjinda
- Ngouemetag I
- Ngouemetag II
- Ngoulemakong
- Ntoumb
- Nyimbe
- Souombou
- Zoguela